# Dǔ Chéng Fēng Yún
Dǔ Chéng Fēng Yún (chinês tradicional: 賭城風雲), também conhecido em inglês como From Vegas to Macau ou The Man From Macau (chinês: 澳門風雲) e (Brasil: O Mestre dos Jogos ), é um filme honconguês de comédia policial realizado por Wong Jing. Foi protagonizado por Chow Yun-Fat, Nicholas Tse, Chapman To e Jing Tian. O filme foi exibido em 2014, durante o ano-novo chinês. No Brasil foi lançado diretamente em vídeo em 28 de maio de 2015. A sequela intitulada From Vegas to Macau II foi lançada a 19 de fevereiro de 2015.

## Elenco
- Chow Yun-Fat como Ken (石一坚) / "Ko Chun, o mestre dos jogos" (赌神高进)
- Nicholas Tse como Cool (晒冷 "冷竟")
- Chapman To como Ngau-Ngau (牛必勝 "牛牛")
- Jing Tian como Detective Luo Xin
- Kimmy Tong como Rainbow (阿彩)
- Philip Ng como Lionel
- Gao Hu como Senhor Ko
- Annie Wu como Susan
- Benz Hui como Benz
- Zhang Jin como Guarda-costas
- Michael Wong como Detective
- Sammy Sum como Fiscal de Ken
- Tony Ho como Mão direita do Senhor Ko
- Maria Cordero como Siu Wan
- Wong Man-wai como Esposa do Benz
- Philip Keung como Ma Sheung-fat
- Winnie Leung como Fiscal do senhor Ko
- Candy Yuen como Fiscal do senhor Ko
- May Chan como Prima do Ken
- Wong Chun-tong
- Yu Chi-ming como Tio Wah
- Natalie Meng como Falsa esposa do Ngau-Ngau
- Michelle Hu como Fiscal do senhor Ko
- Philippe Joly como Delegado americano do senhor Ko